# Titanoeca hispanica
Titanoeca hispanica är en spindelart som beskrevs av Jörg Wunderlich 1995. Titanoeca hispanica ingår i släktet Titanoeca och familjen stenspindlar. Inga underarter finns listade i Catalogue of Life.